# Carly Telford
Carly Mitchell Telford (Jesmond, 7 luglio 1987) è un'ex calciatrice inglese, di ruolo portiere.
Durante la sua ventennale carriera ha conquistato numerosi trofei con il Chelsea, giocando in patria per quasi tutta la sua durata e terminandola negli Stati Uniti d'America con il San Diego Wave. Ha inoltre indossato le maglie della nazionale inglese a due campionati europei e due mondiali, e della rappresentativa britannica alle olimpiadi di Tokyo 2020.

## Carriera

### Club
Carly Telford inizia la sua attività sportiva giocando nelle formazioni giovanili del Chester-le-Street per poi trasferirsi alla Newcastle United Academy.
Dal 2002 sigla un accordo con il Sunderland giocando in FA Women's Premier League National Division fino alla conclusione del campionato 2006-2007 terminato con la retrocessione della squadra in FA Women's Premier League Northern Division (WPLR).
Nel maggio 2007 decide di trasferirsi al Charlton Athletic, raggiungendo la squadra impegnata in un incontro amichevole in Spagna con il Barcellona,, tuttavia la dirigenza del club decise di scogliere la sezione femminile prima dell'inizio del campionato.
Durante l'estate 2007 Telford riesce ad accordarsi con il Leeds United, dove rimane oltre la prima, altre tre stagioni consecutive, con la squadra rinominata Leeds Carnegie, e dove è stata nominata migliore giocatrice della finale della FA Women's Cup 2008 grazie alla sua eccezionale prestazione nell'incontro che vede comunque il titolo conquistato dalle rivali dell'Arsenal, vittoriose per 4-1.
Nell'estate 2010 Telford, avendo lasciato il Leeds Carnegie, venne chiamata nell'England squad in qualità di svincolata (unattached player). Matt Beard, da una stagione responsabile tecnico del Chelsea, nel marzo 2011 la chiama per rafforzare la rosa della squadra in vista del primo impegno stagionale della neoistituita FA Women's Super League 1.
Conclusa la stagione regolare al sesto posto, nell'ottobre 2012 la società annuncia che Telford si sarebbe trasferita al Perth Glory, squadra australiana impegnata nel campionato 2012-2013 di W-League.
Telford decide di lasciare il Chelsea nel dicembre 2013, al termine della sua terza stagione, firmando un accordo con il Notts County per il campionato di FA WSL 1 2014, ritrovando il suo ex allenatore del Leeds Rick Passmoor e avendo l'opportunità di allenarsi con il preparatore dei portieri Kevin Pilkington. La decisione dell'allora tecnico del Chelsea Emma Hayes di consegnare a Telford un trasferimento gratuito (free transfer) la lasciò scioccata e infuriata.
Prima della finale della FA Women's Cup 2015 il Notts County richiese alla federazione inglese, senza ottenerla, una dispensa per sostituire Telford, che stava recuperando da un infortunio alla spalla, con un altro portiere da mettere sotto contratto, facendo irritare la dirigenza della squadra bianconera. Tuttavia Telford riuscì a scendere in campo nell'incontro che, al Wembley Stadium, vide aggiudicarsi il titolo le rivali del Chelsea per 1-0, grazie alla rete della sudcoreana Ji So-yun. Al termine della stagione, nel novembre 2015 Telford sottoscrive una proroga di due anni al suo contratto.
Nel giugno 2016 Telford subisce un grave infortunio ai legamenti della caviglia durante l'incontro vinto sulle rivali del Doncaster Rovers Belles, infortunio che la tiene lontana dai campi da gioco per tre mesi. Per arginare il problema la dirigenza del Notts County si mosse velocemente sul mercato firmando con Lizzie Durack un accordo come sua sostituta. Rimane legata alla società di Nottingham fino all'inizio del campionato di FA WSL 1 2017, quando la dirigenza la sua sezione femminile a causa di problemi economici, ritirando la sua partecipazione al campionato e svincolando le proprie atlete.

### Nazionale
Telford inizia ad essere convocata dalla federazione calcistica dell'Inghilterra (Football Association - TheFA) per indossare le maglie delle nazionali giovanili, iniziando dalla formazione Under-17 per passare in seguito alle Under-19, fino a essere inserita in rosa con la nazionale maggiore, dove fa il suo debutto nel marzo 2007 con la Scozia, e dopo quella data ancota con le giovanili Under-21 e Under-23 fino al raggiungimento dell'età massima consentita. Dopo quell'unico incontro il selezionatore della nazionale inglese Hope Powell decide di inserirla in rosa con la squadra impegnata al campionato mondiale di Cina 2007 come terzo portiere dopo Rachel Brown e Siobhan Chamberlain.
Nel maggio 2009 Telford fu una tra le prime 17 calciatrici messe sotto contratto dalla federazione inglese, tuttavia Powell, fino al 2013, e inizialmente Mark Sampson che gli successe alla guida tecnica della nazionale, non la impiegarono. Nel maggio 2015 Sampson la inserì nella rosa della nazionale qualificata per la fase finale di Canada 2015, torneo dove l'Inghilterra riuscì a conquistare il terzo posto, tuttavia Telford rimase delusa per essere stata l'unico membro della squadra a non scendervi in campo nemmeno un minuto.
In seguito Telford venne impiegata occasionalmente, nelle edizioni 2016 e 2018 della SheBelieves Cup, ma anche durante le qualificazioni all'Europeo dei Paesi Bassi 2017, nell'incontro del 21 settembre 2015 vinto dall'Inghilterra sull'Estonia 8-0, e alle qualificazioni al Mondiale di Francia 2019, il 6 e 10 aprile 2018.

## Palmarès

### Club
- Campionato inglese: 4

Chelsea: 2017, 2017-2018, 2019-2020, 2020-2021
- FA Women's Cup: 2

Chelsea: 2017-2018, 2020-2021

### Nazionale
- SheBelieves Cup: 1

2019